# Serra del Fum
La Serra del Fum és una serra situada entre els municipis d'Alforja i de Riudecols a la comarca del Baix Camp, amb una elevació màxima de 605 metres.